# Sombreffe
Sombreffe ist eine belgische Gemeinde im Arrondissement Namur der gleichnamigen Provinz.
Die Gemeinde besteht aus den Ortschaften Sombreffe, Boignée, Ligny und Tongrinne.

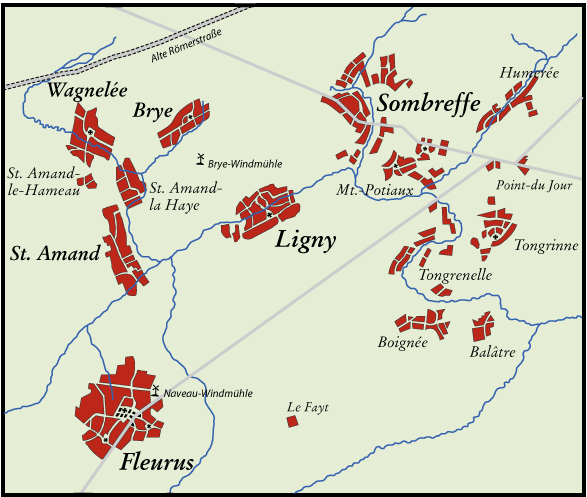
Sombreffe und Umgebung
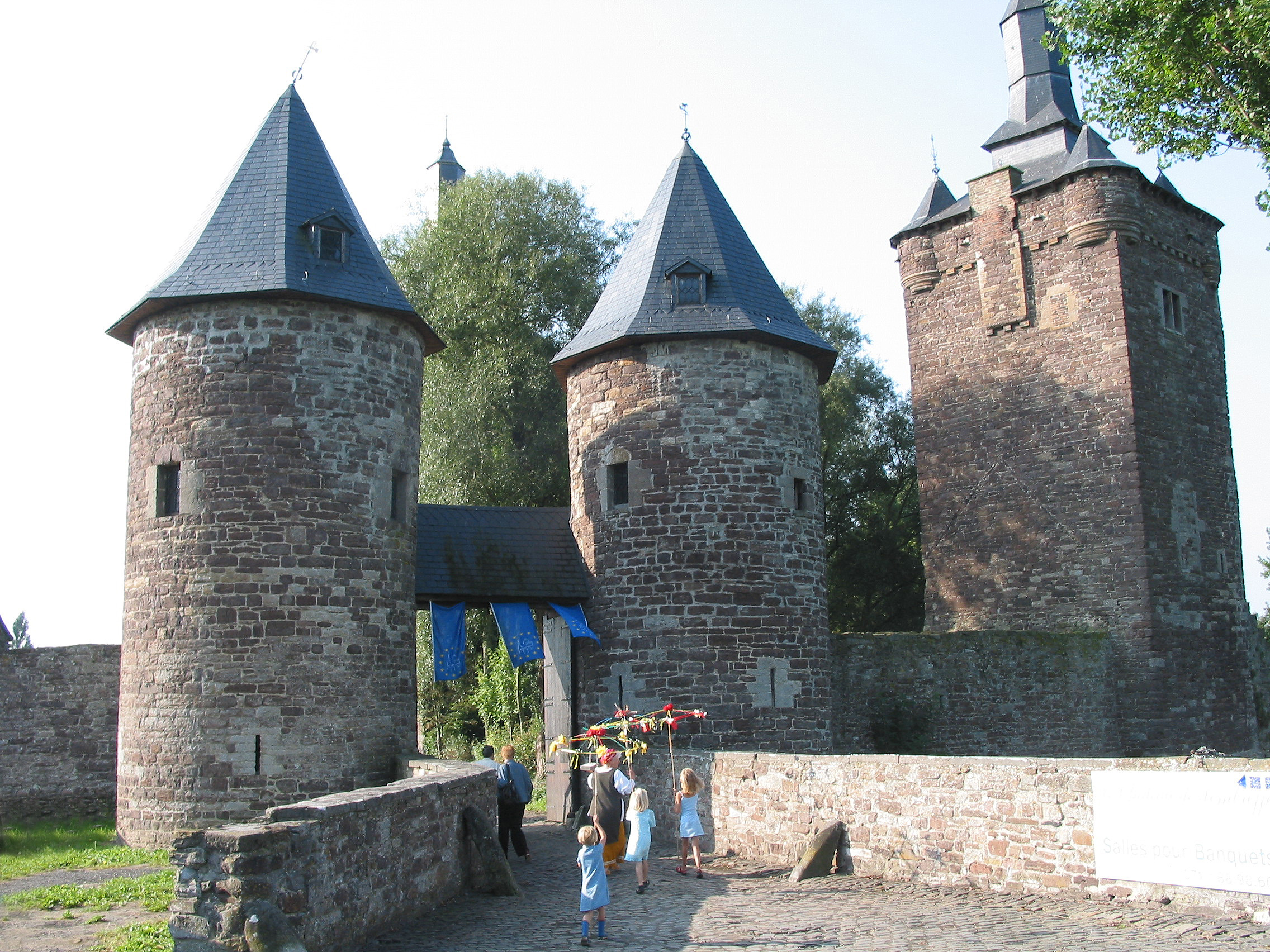
Château de Sombreffe